# Jarrier
Jarrier és un municipi francès situat al departament de la Savoia i a la regió d'Alvèrnia-Roine-Alps. L'any 2007 tenia 464 habitants.

## Demografia

### Població
El 2007 la població de fet de Jarrier era de 464 persones. Hi havia 208 famílies de les quals 56 eren unipersonals (32 homes vivint sols i 24 dones vivint soles), 76 parelles sense fills, 56 parelles amb fills i 20 famílies monoparentals amb fills.
La població ha evolucionat segons el següent gràfic:
Habitants censats

### Habitatges
El 2007 hi havia 486 habitatges, 209 eren l'habitatge principal de la família, 250 eren segones residències i 27 estaven desocupats. 392 eren cases i 86 eren apartaments. Dels 209 habitatges principals, 175 estaven ocupats pels seus propietaris, 24 estaven llogats i ocupats pels llogaters i 10 estaven cedits a títol gratuït; 2 tenien una cambra, 24 en tenien dues, 36 en tenien tres, 52 en tenien quatre i 95 en tenien cinc o més. 163 habitatges disposaven pel capbaix d'una plaça de pàrquing. A 84 habitatges hi havia un automòbil i a 107 n'hi havia dos o més.

### Piràmide de població
La piràmide de població per edats i sexe el 2009 era:
| Homes | Edats   | Dones |
| ----- | ------- | ----- |
| 0     | 95 o +  | 0     |
| 0     | 90 a 94 | 0     |
| 0     | 85 a 89 | 0     |
| 4     | 80 a 84 | 4     |
| 12    | 75 a 79 | 8     |
| 12    | 70 a 74 | 16    |
| 4     | 65 a 69 | 16    |
| 12    | 60 a 64 | 4     |
| 8     | 55 a 59 | 16    |
| 16    | 50 a 54 | 8     |
| 20    | 45 a 49 | 20    |
| 16    | 40 a 44 | 16    |
| 16    | 35 a 39 | 12    |
| 24    | 30 a 34 | 20    |
| 12    | 25 a 29 | 16    |
| 12    | 20 a 24 | 8     |
| 24    | 15 a 19 | 12    |
| 4     | 10 a 14 | 12    |
| 8     | 5 a 9   | 24    |
| 4     | 0 a 4   | 12    |

## Economia
El 2007 la població en edat de treballar era de 308 persones, 229 eren actives i 79 eren inactives. De les 229 persones actives 221 estaven ocupades (122 homes i 99 dones) i 8 estaven aturades (3 homes i 5 dones). De les 79 persones inactives 35 estaven jubilades, 21 estaven estudiant i 23 estaven classificades com a «altres inactius».

### Ingressos
El 2009 a Jarrier hi havia 222 unitats fiscals que integraven 521 persones, la mediana anual d'ingressos fiscals per persona era de 19.779 €.

### Activitats econòmiques
Dels 11 establiments que hi havia el 2007, 1 era d'una empresa de construcció, 1 d'una empresa d'hostatgeria i restauració, 2 d'empreses immobiliàries, 3 d'empreses de serveis, 1 d'una entitat de l'administració pública i 3 d'empreses classificades com a «altres activitats de serveis».
Dels 2 establiments de servei als particulars que hi havia el 2009, 1 era una perruqueria i 1 agència immobiliària.
L'any 2000 a Jarrier hi havia 12 explotacions agrícoles que ocupaven un total de 81 hectàrees.

## Equipaments sanitaris i escolars
El 2009 hi havia una escola elemental.

## Poblacions més properes
El següent diagrama mostra les poblacions més properes.